# Langdun

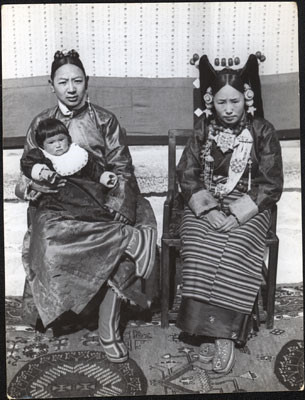
famille Langdun

Langdun, abréviation de  Lonchhen Yapshi Langdun Kung, de son nom de personne Kunga Wangchhuk (1906 - 13 août 1980), était un politicien tibétain. Il appartenait à une famille de la noblesse tibétaine. Il fut nommé premier ministre par le 13e dalaï-lama et occupa divers postes sous l'administration chinoise après 1951.

## Famille
Sa famille était originaire du village de Langdun dans la région de Dakpo, dans le sud-est du Tibet. Il était le fils du frère aîné du 13e dalaï-lama. Sa famille, à l'origine paysanne, avait été anoblie car un dalaï-lama, le 13e, y était né en 1876. On dénomme ces familles Yab-shi, en 1950, il n’y avait que six familles de ce type.
Langdun se maria et eut une fille.

## Carrière
En 1926, il fut nommé premier ministre (Kalon Tripa) du gouvernement du Tibet, atteignant le plus haut poste politique après celui de dalaï-lama ou de régent. Il eut cependant peu d'influence pendant le règne du dalaï-lama. À la disparition de ce dernier en 1933, il fut pressenti à la fonction de régent (pour choisir un nouveau dalaï-lama), mais ce fut Reting Rinpoché qui fut nommé, à la condition toutefois de partager le pouvoir avec Langdun. En avril 1939, en raison de différends persistants avec Reting Rinpoché, il démissionna mais reçut le titre d’ancien premier ministre et conserva son salaire,,.
En 1956, il fut nommé au Comité préparatoire à l'établissement de la Région autonome du Tibet.
En 1965, il fut élu, selon Xiaoming Zhang, vice-président du Comité populaire de la Région autonome du Tibet.

## Réputation
Il fut considéré par les Britanniques comme un dirigeant ignorant dans de nombreux domaines, ce qu'ils attribuent au fait qu'il n'avait jamais quitté Lhassa jusqu’en 1942. Malgré son inexpérience, il aurait été très populaire parmi la population de Lhassa. Williamsen, qui le rencontra à Lhassa en 1933, le décrit comme « un arrogant jeune homme à la tête vide ».

## Décès
Il décéda le 13 août 1980. Le 23 août 1980, une réunion commémorative se tint à Lhassa pour honorer la mémoire de Langdun.

### Destruction de sa maison familiale en 2011

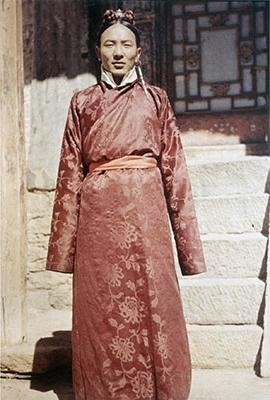
Langdun devant sa maison

Selon une source au Tibet, la demeure ancestrale du 13e dalaï-lama, vieille de près d'une centaine d'années, a été détruite par les autorités chinoises le 10 juin 2011. Elle était située à proximité de la rivière Kyi chu, au sud de Lhassa. Cette zone étant sous la juridiction du centre militaire de Lhassa, les autorités municipales, alertées par des membres de la famille Langdun demandant à ce qu'elle soit épargnée, n'ont rien pu faire alors que la maison avait été déclarée « structure historique à protéger »,.

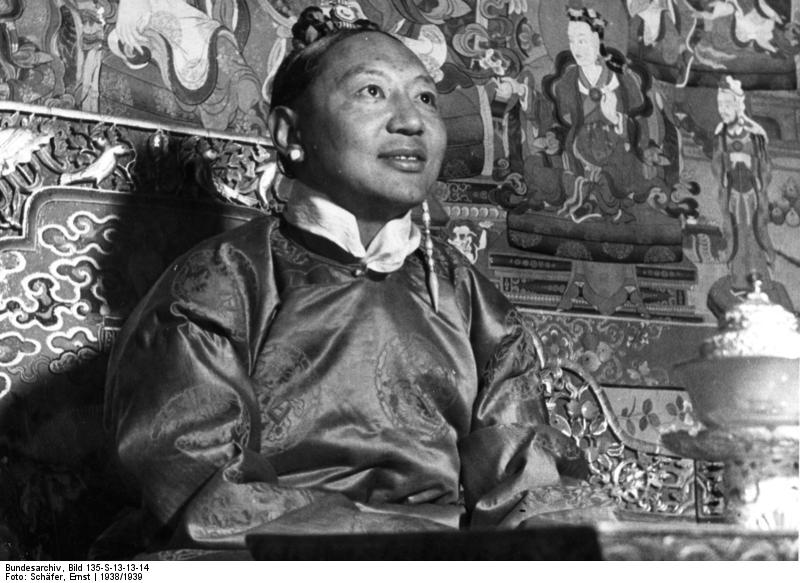
Premier ministre (Kalon Tripa) gouvernement du Tibet, Yabshi Langdün, Lhasa